# Rafalus nigritibiis
Rafalus nigritibiis là một loài nhện trong họ Salticidae.
Loài này thuộc chi Rafalus. Rafalus nigritibiis được Lodovico di Caporiacco miêu tả năm 1941.